# Cryptotriton monzoni
Cryptotriton monzoni är en groddjursart som först beskrevs av Campbell och Smith 1998.  Cryptotriton monzoni ingår i släktet Cryptotriton och familjen lunglösa salamandrar. IUCN kategoriserar arten globalt som akut hotad. Inga underarter finns listade i Catalogue of Life.